# Silhac
Silhac – miejscowość i gmina we Francji, w regionie Owernia-Rodan-Alpy, w departamencie Ardèche.
Według danych na rok 1990 gminę zamieszkiwało 286 osób, a gęstość zaludnienia wynosiła 13 osób/km² (wśród 2880 gmin regionu Rodan-Alpy Silhac plasuje się na 1343. miejscu pod względem liczby ludności, natomiast pod względem powierzchni na miejscu 424.).